# Lijst van spelers van 1. FC Magdeburg
Deze lijst bevat voetballers die bij de (Oost-)Duitse voetbalclub 1. FC Magdeburg spelen of gespeeld hebben. De namen zijn alfabetisch gerangschikt.

## A
- Ulf Abraham
- Wolfgang Abraham
- Hans-Jürgen Achtel
- Adriano
- Eric Agyemang
- Julian Austermann

## B
- Holger Bahra
- Günter Baltrusch
- Virginijus Baltusnikas
- Silvio Bankert
- Fait-Florian Banser
- Uwe Bardick
- Patrick Bärje
- Patrick Bartsch
- Daniel Bauer
- Dirk Baumann
- Steffen Baumgart
- Christian Beck
- Tobias Becker
- Christian Beer
- Günter Behne
- Florian Beil
- Andre Beise
- Marcelo Bellomo
- Heiko Bengs
- Shergo Biran
- Wolfgang Blochwitz
- Philipp Blume
- Benjamin Boltze
- Heiko Bonan
- Klaus Böttcher
- Najeh Braham
- Nicklas Brandt
- Herve Brassart
- Torge Bremer
- Marcel Brendel
- Lothar Briebach
- Manfred Briebach
- Andreas Brinkmann
- Klaus Buchheiser
- Tobias Buchholz
- Fabian Burdenski
- Jan Burmeister
- Hans-Dieter Busch
- Nils Butzen

## C
- Luc Castaignos
- Frank Cebulla
- Kemo Ceesay
- Dario Cendamo
- Tarek Chahed
- Lukas Cichos
- Ulf Ciechowski
- Gerald Cramer

## D
- Jan Daniec
- Klaus Decker
- Anatoliy Demyanenko
- Danilo Dersewski
- Matthias Deumelandt
- Klaus Dietrich
- Holger Döbbel
- Rolf Döbbelin
- Jörg Dobritz
- Pavel Dobrý
- Jindrich Dohnal
- Axel Domine
- Bernd Dorendorf
- Mehmet Dragusha
- Mirosław Dreszer
- Wolfgang Dyrna
- Dieter Dzial

## E
- Jürgen Ebeling
- Manfred Eckhardt
- Florian Eggert
- Andreas Egler
- Timo Ehle
- Hartmut Eichel
- Daniel Elfadli
- Detlef Enge
- Sandy Enge
- Kurt Erler

## F
- Fabian Falkenberg
- Teslim Fatusi
- Manfred Felke
- Dirk Fengler
- Emanuele Ferraro
- Konstatin Filatow
- Flavio Fontoura
- Jarosław Fliśnik
- Franco Flückiger
- Maik Franz
- Tobias Friebertshäuser
- Günter Fronzeck
- Dennis Fuchs
- Lars Fuchs
- Hilmar Fuß

## G
- Andreas Gaebler
- Henrik Gallien
- Helmut Gaube
- Martin Geisthardt
- Maik Georgi
- Jens Gerlach
- Frank Gerster
- Maximilian Gerwien
- Reinhard Geschke
- René Gewelke
- Tim Girke
- Phillip Glage
- Jan Glinker
- Friedrich-Wilhelm Göcke
- Wilfried Göke
- Andreas Golombek
- Dirk Grempler
- Andreas Griep
- Christian Gropius
- Hendrik Großöhmichen
- Pit Grundmann
- Uwe Grüning

## H
- Michael Habryka
- Peter Hackenberg
- Sebastian Hähnge
- Damian Halata
- Daniel Halke
- Nico Hammann
- Christopher Handke
- Dirk Hannemann
- Michél Harrer
- René Hartleib
- Nicolas Hebisch
- Hans-Werner Heine
- Jens Heineccius
- Dietmar Hempel
- Patrick Henkel
- Hans-Jürgen Hermann
- Ingo Hermanns
- Krzysztof Hetmanski
- Peter Heuer
- Dirk Heyne
- Werner Hilbert
- Günter Hirschmann
- Horst-Werner Höfeker
- Martin Hoffmann
- Kurt Holke
- Sören Holz

## I
- Moritz Instenberg
- Jürgen Ißleb
- Josef Ivanovic

## J
- Fabian Jahnel
- Uwe Jähnig
- Ivica Jarakovic
- Velimir Jovanović
- Gert Jüsgen

## K
- Ulf Kagelmann
- Christopher Kalkutschke
- Mario Kallnik
- Asterios Karagiannis
- Dirk Ketzer
- Uwe Kirchner
- Igoris Kirilovas
- Ralf Kleiminger
- Wilfried Klingbiel
- Thomas Kluge
- Burkhard Knobbe
- Waldemar Koc
- Brian Koglin
- Peter Kohde
- Jan Köhler
- Peter Köhler
- Thorsten Kohn
- Christof Köhne
- Maik Koschwitz
- Aleksandar Kotuljac
- Guido Krause
- Timm Kreibich
- Jörg Kretzschmar
- Dawid Krieger
- Gino Krumnow
- Kevin Kruschke
- Andreas Kruse
- Sven Kubis
- Günter Kubisch
- Kai Kühne
- Danny Kukulies
- Christopher Kullmann
- Ernst Kümmel
- Tobias Kurbjuweit
- Marco Kurth

## L
- Heiko Laeßig
- Jens Landrath
- Marco Lange
- René Lange
- Klaus Lehmann
- Fernando Lenk
- Frank Lieberam
- Björn Lindemann
- Robert Littmann
- Dirk-Uwe Lormis
- Dirk Losert
- Christian Loth
- Robert Löw
- Andreas Lücke

## M
- Niels Mackel
- Marcel Maltritz
- Kais Manai
- Petr Maslej
- Pascal Matthias
- Wolfgang Matthies
- Adeck Mba
- Frank Melzer
- Stefan Mensch
- Manfred Merkel
- Mark Mewes
- Siegmund Mewes
- Hans-Georg Michalzak
- Stefan Minkwitz
- Hans-Georg Moldenhauer
- Ali Moslehe
- Andy Müller
- Bert Müller
- Carsten Müller
- Florian Müller
- Otto Müller
- Rainer Müller
- Steve Müller
- David Mydlo

## N
- René N'Dombasi
- Andreas Narr
- Rüdiger Naumann
- Aleksandr Nechyporuk
- Eren Necip
- Kevin Nennhuber
- Stephan Neumann
- Nico Niedziella
- Günter Niewand

## O
- Heinz Oelze
- Adolphus Ofodile
- Jörg Ohm
- Werner Okupiniak
- Patrick Ortlieb
- Peter Otte

## P
- Jens Pahlke
- Vlado Papic
- Christian Person
- Stefan Pientak
- Frank Pietruska
- Steffen Plock
- Patrick Podrygala
- Peter Pohlmann
- Hans Pollaene
- Jürgen Pommerenke
- Christian Prest
- Marcel Probst
- Steffen Puttkammer
- Norbert Pysall

## Q
- Abiodun Quadri

## R
- Catalin Racanel
- Olaf Rakus
- Marcus Rasche
- Detlef Raugust
- Manfred Rautenberg
- Lothar Reidock
- Christian Reimann
- Sven Reimann
- Christopher Reinhardt
- Sven Reinke
- Rolf Retschlag
- Thomas Richter
- Kosta Rodrigues
- Ronny Röper
- Rolf Röpke
- Daniel Rosin
- Uwe Rösler
- Daniel Rothe
- Reinhard Rother
- Marcel Rozgonyi
- Thomas Rudolph
- Ingolf Ruhloff

## S
- Philip Saalbach
- Jan Sandmann
- Bernd Sandrock
- Guilherme dos Santos
- Steffen Schäfer
- Tobias Scharlau
- Felix Schiller
- Marcel Schlosser
- André Schmeißer
- Bodo Schmidt
- Helmut Schmidt
- Tino Schmunck
- René Schneider
- Hannes Schock
- Ronny Scholze
- Tino Schönberg
- Detlef Schößler
- Morris Schröter
- Dieter Schüler
- Stephan Schulz
- Ulrich Schulze
- Benjamin Schüßler
- Dirk Schuster
- Lutz Schwerinski
- Reinhard Segger
- Wolfgang Seguin
- Eren Sen
- Christoph Siefkes
- Alexander Siemke
- Frank Siersleben
- Deniz Siga
- Bodo Sommer
- Andreas Sommermeyer
- Marius Sowislo
- Jürgen Sparwasser
- Dirk Stahmann
- Henning Stary
- Roman Stastka
- Wolfgang Steinbach
- Heinz Steinborn
- Matthias Steinborn
- Manuel Stiefel
- Hermann Stöcker
- Stefan Strauß
- Joachim Streich
- Hans Strübing
- Sebastian Sumelka
- Peter Sykora

## T
- Telmo Teixeira-Rebelo
- Heiner Thomas
- Günter Thorhauer
- Matthias Tischer
- Dennis Tornieporth
- Simon Tüting
- Axel Tyll

## U
- Christian Uffrecht
- Daniel Ujazdowski
- Dirk Ullrich
- Jörg Ullrich
- Marian Unger
- Leo Uzoma

## V
- Marko Verkic
- Fabio Viteritti
- Matthias von der Weth
- Eddy Vorm
- Radovan Vujanović

## W
- Hans-Joachim Walter
- Maximilian Watzka
- Günter Weimann
- Frank Weis
- Christian Weiß
- Matthias Weiß
- Mats Wejsfelt
- Ingolf Weniger
- Peter Westendorf
- Rainer Wiedemann
- Marvin Wijks
- Frank Windelband
- Andreas Winkler
- Knut Wittenbecher
- Carsten Wittiber
- Axel Wittke
- Jens Wittke
- Benny Woitha
- Andrzej Wojcik
- Denis Wolf
- Christopher Wright
- Markus Wuckel

## Z
- Martin Zander
- Armando Zani
- Manfred Zapf
- Maik Zentrich
- Günter Zimmermann
- Fabian Zittlau